# Heinrich Deerberg
Heinrich Deerberg (* 16. April 1893 in Nordholz; † 26. Januar 1985 in Bückeburg) war ein deutscher Landwirt und Politiker (SPD).

## Leben
Heinrich Deerberg wurde als Sohn eines Kleinbauern und Fabrikarbeiters geboren. Nach dem Besuch der Volksschule arbeitete er auf dem Hof seines Vaters in Nordholz, den er nach dessen Tod weiter bewirtschaftete.
Deerberg war 1933 Kreistagsmitglied des Landkreises Bückeburg. In der letzten Wahlperiode rückte er im April 1933 kurzzeitig als Abgeordneter in den Landtag des Freistaates Schaumburg-Lippe nach, da zuvor vier SPD-Landtagsabgeordnete aus Protest zurückgetreten waren.
Von 1940 bis 1965 wirkte Deerberg als Rechnungsführer für die Gemeinde Nordholz. Nach dem Zweiten Weltkrieg war er von 1945 bis 1946 Mitglied des Landesrates Schaumburg-Lippe. Er gehörte dem Entnazifizierungsausschuss an und war Landwirtschaftsrichter und Beisitzer beim Verwaltungsgericht Lüneburg. Von 1948 bis 1965 war er Kreistagsmitglied des Landkreises Schaumburg-Lippe.
Heinrich Deerberg war seit 1919 verheiratet.